# Члопа (гміна)
Гміна Члопа (пол. Gmina Człopa) — місько-сільська гміна у північно-західній Польщі. Належить до Валецького повіту Західнопоморського воєводства.
Станом на 31 грудня 2011 у гміні проживало 5106 осіб.

## Територія
Згідно з даними за 2007 рік площа гміни становила 348.37 км², у тому числі:
- орні землі: 24.00%
- ліси: 68.00%

Таким чином, площа гміни становить 24.75% площі повіту.

## Населення
Станом на 31 грудня 2011:
| Опис     | Загалом | Загалом | Чоловіки | Чоловіки | Жінки | Жінки |
| -------- | ------- | ------- | -------- | -------- | ----- | ----- |
| одиниця  | осіб    | %       | осіб     | %        | осіб  | %     |
| все      | 5106    | 100     | 2524     | 49.43    | 2582  | 50.57 |
| міське   | 2353    | 100     | 1117     | 47.47    | 1236  | 52.53 |
| сільське | 2753    | 100     | 1407     | 51.11    | 1346  | 48.89 |

## Сусідні гміни
Гміна Члопа межує з такими гмінами: Валч, Велень, Добеґнев, Дравно, Кшиж-Велькопольський, Тучно, Тшцянка.